# Bertrand Auban
Pour les articles homonymes, voir Auban.
Bertrand Auban, né le 18 janvier 1947, est un homme politique français membre du Parti socialiste.

## Biographie
Il est le fils d'Achille Auban, résistant, député de la Haute-Garonne, et ancien Secrétaire d'État à l'Aviation civile du gouvernement Bourgès-Maunoury.
Bertrand Auban est enseignant de formation, il est élu sénateur de la Haute-Garonne le 27 septembre 1998, et réélu en 2008. Il siège au sein du groupe socialiste.

## Mandats locaux
- Conseiller municipal d'Eup
- Conseiller général de la Haute-Garonne pour le canton de Saint-Béat

## Ancien mandats
Il est également maire d'Eup de 1989 à 2008.